# Episodi di Sex/Life (prima stagione)
La prima stagione della serie televisiva Sex/Life, composta da 8 episodi, è stata pubblicata sul servizio distreaming on demand Netflix il 25 giugno 2021, in tutti i paesi in cui è disponibile.
| nº | Titolo originale                     | Titolo italiano             | Pubblicazione  |
| -- | ------------------------------------ | --------------------------- | -------------- |
| 1  | The Wives are in Connecticut         | Le mogli in Connecticut     | 25 giugno 2021 |
| 2  | Down in the Tube Station at Midnight | In metro a mezzanotte       | 25 giugno 2021 |
| 3  | Empire State of Mind                 | Empire State of Mind        | 25 giugno 2021 |
| 4  | New New York                         | Nuova New York              | 25 giugno 2021 |
| 5  | The Sound of the Suburbs             | I rumori del vicinato       | 25 giugno 2021 |
| 6  | Somewhere Only We Know               | Dove sappiamo solo noi      | 25 giugno 2021 |
| 7  | Small Town Saturday Night            | Piccola città, sabato sera  | 25 giugno 2021 |
| 8  | This Must Be the Place               | Questo deve essere il posto | 25 giugno 2021 |

## Le mogli in Connecticut
- Titolo originale: The Wives are in Connecticut
- Diretto da: Patricia Rozema
- Scritto da: Stacy Rukeyser

### Trama
Billie Connelly è una casalinga che vive nel Connecticut, sposata con suo marito Cooper e con due figli piccoli. Pur amando suo marito e la sua famiglia, Billie non riesce a trattenersi dal ricordare costantemente il suo passato di festaiola sfrenata. Il desiderio per la sua vita precedente diventa sempre più forte mentre la sua relazione con Cooper continua a deluderla sessualmente. Nonostante i consigli della sua migliore amica Sasha, Billie continua a ripensare alla sua precedente relazione con Brad, un produttore discografico. Billie documenta i suoi desideri sul suo laptop, e questo viene scoperto una mattina da Cooper, portando i due a fare sesso appassionato per la prima volta dopo anni. Tuttavia, dopo che Cooper è andato al lavoro, Billie va impulsivamente a New York City per confidare i suoi sentimenti a Sasha. All'arrivo, Billie rimane devastata quando vede Sasha andare a letto con Brad la notte precedente.

## In metro a mezzanotte
- Titolo originale: Down in the Tube Station at Midnight
- Diretto da: Patricia Rozema
- Scritto da: Stacy Rukeyser

### Trama
Billie e Sasha si riconciliano dopo la rivelazione dei rapporti casuali di Sasha con Brad. Sulla via del ritorno in Connecticut, Billie riflette su come ha incontrato Cooper per la prima volta e sul motivo per cui si è stabilita con lui, vale a dire la stabilità che le ha offerto. Billie riflette anche sulle origini della sua relazione con Brad e su come non potesse resistergli. Al giorno d'oggi, Cooper porta Billie a Brooklynper un appuntamento notturno, in cui ricorda di nuovo quanto le manca Brad, ma le viene anche ricordato quanto ama Cooper. Sulla strada di casa, Cooper li porta entrambi di nascosto in una piscina appartata nel cortile dove fanno sesso, cercando di dare a Billie il tipo di brividi che ha scritto nel suo diario. Tuttavia, vengono catturati dal proprietario e sfuggono per un pelo alla polizia, aumentando ancora di più il brivido per loro. Al ritorno a casa, Billie è euforica, ma Cooper è in privato disgustato di se stesso. Brad chiama anche Billie spontaneamente, ammettendo che ama ancora Billie. Lei nega di volerlo in cambio e termina la chiamata, anche se è angosciata per questo, e Brad la sfida tramite un messaggio sui suoi sentimenti.

## Empire State of Mind
- Titolo originale: Empire State of Mind
- Diretto da: Jessika Borsiczky
- Scritto da: Jordan Hawley

### Trama
La mattina dopo la loro notte insieme, Cooper si masturba segretamente ascoltando passaggi del diario di Billie sul sesso con Brad, anche se in seguito si vergogna e è freddo con Billie prima di andare al lavoro. Dopo aver accompagnato Hudson all'asilo, a Billie viene chiesto di restare e aiutare la classe per l'intera giornata dall'insegnante di Hudson, poiché Hudson non si è ancora abituato a stare lontano da Billie. Continua a pensare a Brad e, angosciata, chiama Sasha per un consiglio. Sasha consiglia a Billie di abbandonare Brad, affermando che è ottimo per il sesso ma tossico nelle relazioni. A Billie viene in mente il suo primo incontro con la madre e il patrigno di Brad, che si concluse in modo aspro con una discussione tra Brad e Billie, scatenata dall'animosità di Brad nei confronti del suo patrigno. Ciò ha portato a una breve rottura, ma Billie ha presto ripreso Brad dopo delle scuse emotive. Mentre dovrebbe lavorare, Cooper invece segue di nascosto Brad in palestra. Suscita ulteriormente la frustrazione di Cooper quando vede quanto è dotato Brad. Billie e Cooper fanno sesso più tardi quella notte, ma Cooper soffre di disfunzione erettile ed eiaculazione precoce , lasciando Billie insoddisfatta. Brad fa visita a Sasha per avviare un incontro sessuale, ma di nascosto usa anche il suo telefono con FaceTime Billie e le fa guardare la loro relazione, cosa che la eccita.

## Nuova New York
- Titolo originale: New New York
- Diretto da: Jessika Borsiczky
- Scritto da: Jessika Borsiczky

### Trama
Billie prova angoscia per Sasha, poiché non si sono mai nascosti segreti prima di Brad. Cooper affronta Brad riguardo a Billie, ma Brad non è pentito nel contattare Billie. Durante una visita in città con alcune madri della scuola di Hudson, Billie riflette sulla sua vita passata e confessa i suoi problemi alle altre madri, che simpatizzano e confessano esperienze simili. Billie confessa a Sasha di averla vista fare sesso con Brad, anche se Sasha non è arrabbiata e invece esorta Billie a cessare i contatti con Brad dato il suo effetto su di lei. L'amico e collega di Cooper, Devon, porta Cooper fuori la sera per alleviare il suo stress. Tenta di mettere Cooper in contatto con Emily, un'ex, ma Cooper non può impegnarsi. Tuttavia, flirta con il suo capo, Francesca, e pensa di andare a letto con lei. Brad chiama di nuovo Billie e le racconta del suo confronto con Cooper, portando Billie a rendersi conto che ancora non può lasciarlo.

## I rumori del vicinato
- Titolo originale: The Sound of the Suburbs
- Diretto da: Samira Radsi
- Scritto da: Jamie Dennig

### Trama
Billie e Cooper litigano e l'uomo dice alla moglie di aver incontrato Brad e di sapere che si sentono; la donna per giustificare il contatto con l'ex che non vedeva da 8 anni si giustifica dicendogli che è il fidanzato di Sasha e convince l'amica a fingere una cena a 4 per provarlo. Durante la cena Francesca telefona a Cooper chiedendogli di raggiungerlo, l'uomo così va via approfittando dello scoppio di una lite; è Brad a riaccompagnare a casa Billie, attraverso un flashback si scopre che la coppia anni prima aspettava un figlio.

## Dove sappiamo solo noi
- Titolo originale: Somewhere Only We Know
- Diretto da: Samira Radsi
- Scritto da: Resheida Brady

### Trama
Nel passato, Billie in dolce attesa si trasferisce a casa di Brad. Nel presente Billie mente a Cooper dicendo di andare a cena con un ex collega ma in realtà incontra Brad, e così Cooper porta via i bambini di casa; solo in un secondo momento ha un ripensamento e torna per farli stare con la madre; nel passato la donna perse la gravidanza per un'emorragia. Brad continua a voler inseguirla.

## Piccola città, sabato sera
- Titolo originale: Small Town Saturday Night
- Diretto da: Sheree Folkson
- Scritto da: Kimberly Karp

### Trama
Brad chiede aiuto a Sasha per poter tornare con Billie essendone ancora innamorato. Nel passato dopo l'aborto di Billie, Brad tradisce la ragazza al matrimonio della cugina e Billie lo scopre lasciandolo. Nel presente Billie per recuperare il rapporto con Cooper va insieme al marito ad un evento di scambisti. Cooper vuole fare sesso in pubblico con la moglie che però non è a suo agio, così solo Cooper ha un rapporto orale ad opera della moglie di un suo collega, mentre la donna fugge ferita dal comportamento del marito. Il collega di Cooper vuole fare qualcosa con Billie, ma Cooper arrabbiato lo aggredisce; la sera, stuzzicata nuovamente da Brad, Billie riceve una proposta di matrimonio dall'uomo.

## Questo deve essere il posto
- Titolo originale: This Must Be the Place
- Diretto da: Sheree Folkson
- Scritto da: Stacy Rukeyser

### Trama
Billie rifiuta Brad per restare con Cooper che si sente in colpa per aver tradito i voti coniugali; l'uomo inoltre è ricattato dal collega che non lo denuncia se sosterrà la sua promozione. Billie decide di cancellare il diario su Brad, iniziandone uno nuovo sulla famiglia e la maternità. Cooper va ad incontrare nuovamente Brad che rivela all'uomo il rifiuto della moglie. La donna ha sì intenzione di stare col marito ma durante la recita del figlio corre da Brad chiedendogli di fare sesso e proponendogli dunque di diventare amanti; il tutto “monitorato” da Cooper che aveva attivato la localizzazione del cellulare della moglie.